# Станкевич, Зигмунд Антонович
Зи́гмунд Анто́нович Станке́вич (род. 9 июля 1951, Рига, Латвийская ССР, СССР) — советский и российский учёный-правовед (специалист в области истории советского государства и права), политический аналитик и публицист, проректор по науке Европейского института JUSTO (негосударственный вуз). В прошлом — заместитель руководителя Информационно-аналитического центра Аппарата Президента СССР, руководитель Секретариата заместителя Председателя Государственной Думы ФС РФ, главный редактор журнала «Кавказские научные записки», проректор Российского государственного торгово-экономического университета.
Соучредитель и один из руководителей Института национальной стратегии реформ (некоммерческое партнерство) и журнала «Национальные интересы».
Доктор юридических наук. Действительный государственный советник РФ 3 класса (1999 г.). Действительный член (академик) Российской академии социальных наук (с 2008 г.).

## Биография
Родился 9 июля 1951 года в столице Латвии городе Риге, в латышско-польской семье. Отец — актёр и писатель Антон Станкевич. С того же года — крещеный католик.
В 1973 году окончил юридический факультет Латвийского государственного университета им. П.Стучки по специальности «правоведение». С 1986 по 1989 годы учился в аспирантуре Академии общественных наук при ЦК КПСС по кафедре мировой политики и международной деятельности КПСС. В 1995 году проходил стажировку (по программе TACIS) в Федеральной академии государственного управления при МВД ФРГ (г. Бонн) по проблемам государственной службы и местного самоуправления.
В 1989 году защитил кандидатскую диссертацию по теме: «Обновление теоретических и стратегических установок Коммунистической партии Великобритании на современном этапе: факторы, противоречия, тенденции», присвоена ученая степень кандидата исторических наук. В 2002 году защитил докторскую диссертацию по теме «Историко-правовые аспекты распада Союза ССР», присвоена ученая степень доктора юридических наук.
С 1973 по 1990 годы — на комсомольской, советской и партийной работе в Риге и Москве. В частности, работал секретарем райкома комсомола в Риге, помощником председателя Рижского горисполкома, заместителем заведующего отделом ЦК Компартии Латвии, инструктором ЦК КПСС.
После введения весной 1990 года поста Президента СССР Станкевич З. А. был направлен на работу в Аппарат главы союзного государства, где прошел профессиональный путь от референта члена Президентского совета СССР до заместителя руководителя Информационно-аналитического центра Аппарата Президента СССР. Занимался, в основном, вопросами подготовки нового Союзного договора. В этом качестве был непосредственным участником работы экспертов в Петрово-Дальнем, полномочных представителей республик в Морозовке и глав суверенных государств в Ново-Огарево. Работал в одной команде с Г. И. Ревенко, Г. Х. Шахназаровым, академиком В. Н. Кудрявцевым, Р. Н. Нишановым, В. А. Михайловым, А. А. Сазоновым и Ю. М. Батуриным.
Весной 1992 года, вскоре после ликвидации СССР и расформирования союзных госструктур, получил предложение от доктора юридических наук, профессора, впоследствии — члена-корреспондента РАН Г. В. Мальцева возглавить отдел в руководимом им Центре государства и права Российской академии управления (РАУ). После преобразования РАУ в Российскую академию государственной службы при Президенте РФ (ныне — Российская академия народного хозяйства и государственной службы при Президенте РФ) стал заместителем Г. В. Мальцева по научной работе на вновь созданной кафедре государственного строительства и права. Установившееся в этот период тесное научное сотрудничество и личная дружба между ними продолжалась вплоть до кончины Г. В. Мальцева в 2013 году.
В начале 1996 года по приглашению С. Н. Бабурина, с которым познакомился в октябре 1994 года, перешел на работу в Аппарат Государственной Думы ФС РФ второго созыва, где работал вначале советником, а затем — руководителем Секретариата заместителя Председателя Госдумы.
По завершении на переломе 1999—2000 гг. государственной службы, занимался, в основном, научно-административной и редакторской деятельностью. В частности, работал заместителем директора по науке Института прав человека Московского государственного социального университета (ныне — Российский государственный социальный университет), директором Института национальной стратегии реформ, руководителем Центра научно-исследовательских работ и проректором Российского государственного торгово-экономического университета, главным редактором российско-абхазского журнала «Кавказские научные записки».
Параллельно, в 2003—2005 гг. был представителем Рижской городской Думы (Латвия) в Москве.
Член Союза журналистов Москвы с 2014 года (с 1984 по 1991 гг. — член Союза журналистов СССР). Член Исторического клуба при СЖМ.
Был членом Ассоциации юристов России (с 2009 по 2022 г.г.) Вышел из АЮР по собственному желанию ввиду бесполезности этой организации.

## Семья
Отец — Антон Станкевич (1928 г.р.), известный латышский писатель и киносценарист. Мать — Владислава Станкевич (1929—1997 гг.), юрист. Сестра — Майра, по образованию биолог.
Жена — Надежда Анатольевна Станкевич (урожд. Иванова), русский филолог.
Дочери: Юлия — врач-стоматолог и Сабина — ветеринарный врач. Внук Ян — школьник. Внучка Элиза, 2019 г.р.

## Научная деятельность
Основным направлением научной деятельности Станкевича З. А. является изучение политических и правовых проблем развала Союза ССР, геополитических и иных последствий процесса дезинтеграции страны. Результаты исследования изложены в монографии «История крушения СССР: политико-правовые аспекты», которая по сей день остается единственным подобного рода изданием не только в России, но и на территории всего бывшего Советского Союза, а также в многочисленных научных и публицистических статьях.
Кроме этого, разрабатывает актуальные проблемы государственного управления и политической демократии в современной России, в том числе вопрос о модернизации ее политической системы путем проведения масштабной конституционной реформы.
Подготовил и выпустил пять кандидатов юридических наук.